# Melanomys caliginosus
Melanomys caliginosus är en däggdjursart som först beskrevs av Robert Fisher Tomes 1860.  Melanomys caliginosus ingår i släktet Melanomys och familjen hamsterartade gnagare. Inga underarter finns listade i Catalogue of Life.

## Utseende
Arten blir med svans cirka 22 cm lång. Den har mörkbrun päls på ovansidan och mörk orangebrun päls på undersidan. Den nakna svansen är 7 till 11 cm lång och kortare än huvud och bål tillsammans. Denna gnagare har 2,4 till 2,8 cm långa bakfötter och ungefär 1,6 cm långa öron. Pälsen har på ryggen gula och på buken gråa till violetta nyanser.

## Utbredning och ekologi
Denna gnagare förekommer i Centralamerika och norra Sydamerika från Honduras till nordvästra Venezuela, norra Colombia och västra Ecuador. Arten hittas vanligen på övergiven jordbruksmark som är täckt av några buskar eller vid skogskanter.
Individerna är delvis dagaktiva och de går på marken eller på grenar som ligger på marken. De kan även göra serier av hopp. Födan utgörs av frukter, frön och insekter. Melanomys caliginosus är inte skygg för människor och syns ofta nära byggnader. Exemplar som hölls i fångenskap matades med olika insekter som fjärilar, skalbaggar eller cikador. Honor kan bli brunstiga under alla årstider och de föder 1 till 6 ungar per kull. Födan kompletteras med frukter och frön. I Colombia var en hona i mars med två embryo dräktig.

## Hot
För beståndet är inga hot kända och hela populationen bedöms som stabil. IUCN kategoriserar arten globalt som livskraftig.